# مايك كريستي
مايك كريستي (بالإنجليزية: Mike Christie)‏ هو لاعب هوكي الجليد أمريكي، ولد في 20 ديسمبر 1949 في بيغ سبرينغ في الولايات المتحدة.

## وصلات خارجية
- مايك كريستي على موقع دوري الهوكي الوطني (الإنجليزية)
- مايك كريستي على موقع قاعة مشاهير الهوكي (لاعب أن.إتش.أل) (الإنجليزية)
- مايك كريستي على موقع EliteProspects.com (الإنجليزية)
- مايك كريستي على موقع HockeyDB.com (الإنجليزية)
- مايك كريستي على موقع Hockey-Reference.com (الإنجليزية)